# Pays du Matin calme
« Pays du Matin calme » est l'un des noms de la Corée.

## Une désignation impropre due aux missionnaires étrangers
C'est une traduction du nom du royaume de Chosŏn (朝鮮, littéralement « matin frais ») de la période Ko-Chosŏn, repris lors de la période Chosŏn (1392-1910), dans les relations avec la Chine de la dynastie Ming, alors que la dynastie des Yi (appelée Ri en Corée du Nord) régnait sur la Corée.
L'expression apparaît pour la première fois en 1855 en France avec Léon de Rosny, il utilise les mots de « pays de l'élégance matinale ». Charles Dallet, utilise en 1874 dans son ouvrage « Histoire de l’Église de Corée » l'expression « royaume de la Sérénité du matin ». En 1904, sous la plume d'Émile Bourdaret le pays est nommé « pays de la fraîcheur matinale » puis Paul Claudel utilisera en 1924 l'expression « pays du matin frais » plus proche de la traduction littérale.
C'est au cours du XIXe siècle que les missionnaires européens traduisirent le nom de Chosŏn en « pays du matin calme », comme l'atteste l'ouvrage de Percival Lowell Chosŏn, le pays du Matin calme qui décrit la géographie, les gens et la culture d'un pays encore peu connu à cette époque.   
Comme le fait remarquer le poète et diplomate Paul Claudel, ambassadeur à Tōkyō de 1921 à 1927 alors que la Corée était sous occupation japonaise, Chosŏn signifie plutôt « matin frais ».

## Une expression largement utilisée à l'étranger et par les Coréens pour désigner leur pays
Bien qu'impropre, cette expression est encore largement utilisée à l'étranger pour désigner la Corée ou dans les hôtels coréens pour touristes (en anglais, morning calm).
Le cas de l'ouvrage de Younghill Kang illustre cette popularité persistante : il publia en 1931 The Grass Roof ; le titre anglais signifie « le toit en herbe » ou « le toit herbeux », mais la traduction en français s'intitule Au pays du matin calme.
De même, la désignation de la Corée comme le pays du matin calme (en anglais, the land of morning calm) sera reprise dans la littérature étrangère de personnes d'origine coréenne, ainsi par exemple dans le récit largement autobiographique de K. Connie Kang Home Was the Land of Morning Calm: A Saga of a Korean-American Family.
Cette appellation est reprise également par le poète Rabindranath Tagore.
L'un des principaux parcs de la province de Gangwondo s'appelle le Jardin du matin calme.
Cette expression est également le premier vers de l'hymne national nord-coréen.

## L'utilisation de «pays du Matin calme» et le tempérament coréen vu par un anthropologue
Selon l'explorateur et anthropologue Arnold Henry Savage Landor, dans son ouvrage Corea or Cho-sen, écrit en 1895 :
« Cho-sen, donc, est maintenant le seul nom par lequel les habitants eux-mêmes désignent leur pays, puisque le nom de Korai a été entièrement abandonné par les Coréens des temps modernes. Le sens du mot est très poétique, à savoir "Le pays du Matin calme", et est bien adapté aux Coréens d'aujourd'hui puisque, en effet, ils semblent avoir entièrement perdu la vigueur et la force de leurs prédécesseurs, les Koraians. »